# 尼基塔·别列津
尼基塔·弗拉基米罗维奇·别列津（羅馬化：Nikita Vladimirovich Berezin；1985年5月3日—）是俄罗斯政治人物，第七届国家杜马议员。
2009年，别列津毕业于法理学专业学院。2016年，他代表自由民主党参加第七届国家杜马选举，然而未能当选。2020年，同党的国家杜马议员鲍里斯·切尔内绍夫提前离任，别列津接替他的空缺职位成为第七届国家杜马议员。2021年，他再次参选第八届国家杜马选举，然而未能当选。